# QTH locator

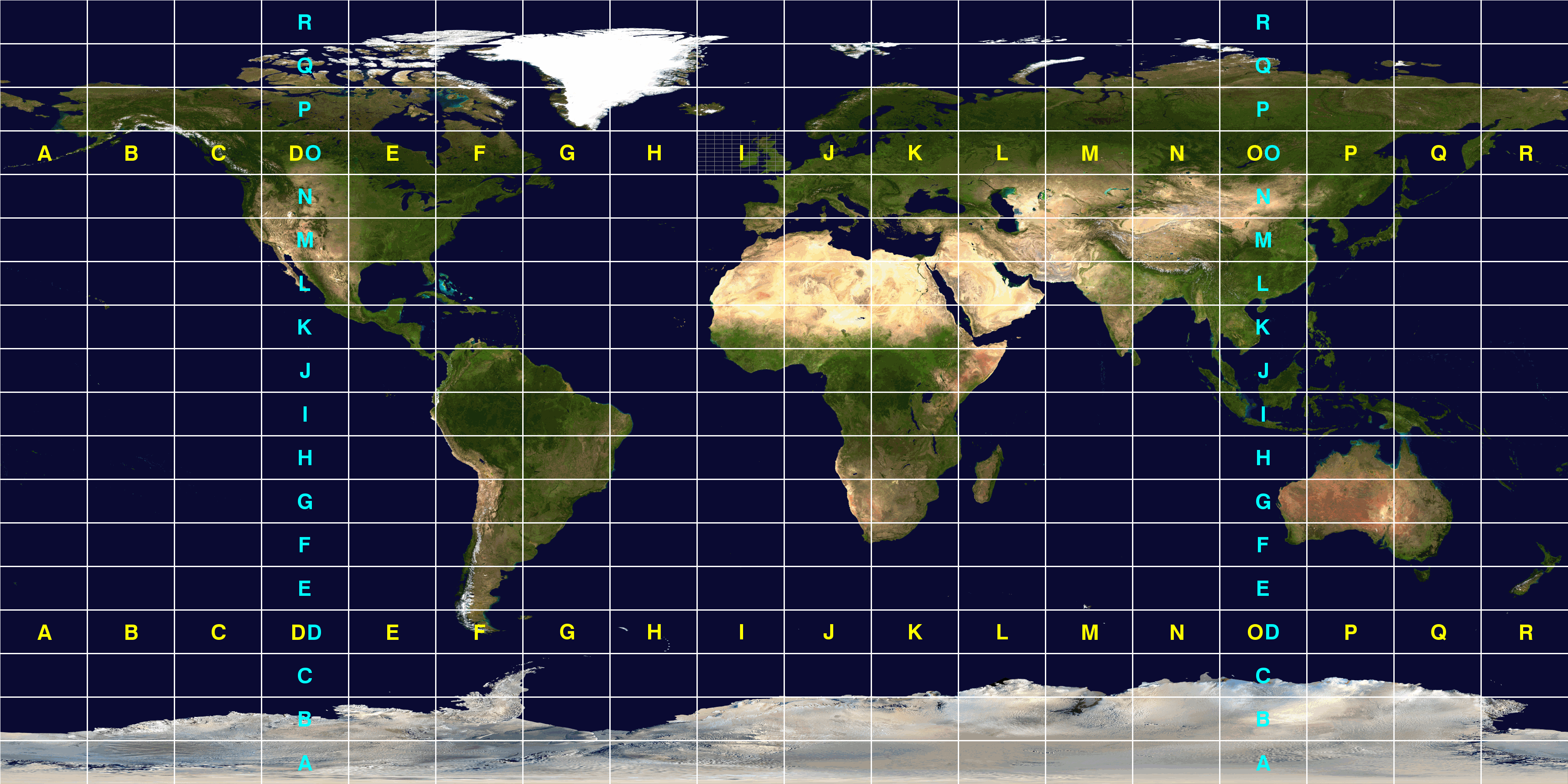
Świat dzieli się na 324 (18 ²) pola Maidenhead

Locator – system lokatorów (ang.) Grid Square Locator lub Maidenhead Locator System (nazwa pochodzi od miejscowości Maidenhead położonej pod Londynem); opracowany po spotkaniu europejskich menedżerów VHF I Regionu IARU w roku 1980, oparty jest na współrzędnych geograficznych.

## Opis systemu

Pole IO podzielone na 100 kwadratów

Świat podzielony został na 324 pola o wymiarach 20 × 10 stopni geograficznych. Siatka ma kształt kwadratów o rozmiarze 10° szerokości geograficznej i 20° długości geograficznej. Każde duże pole oznaczone jest dwiema dużymi literami od A do R.
Każde duże pole lokatora podzielone jest na 100 mniejszych pól, zwanych kwadratami o wymiarach 2 × 1 stopień geograficzny. Kwadraty te oznaczono dwucyfrowymi liczbami poczynając od lewego dolnego rogu dużego pola (00), kończąc na prawym górnym rogu (99).
Na przykład w kwadracie FN31 znajduje się siedziba radiostacji głównej ARRL – Maxim Memorial Station, W1AW.
Dalszy podział kwadratu, to podział na 576 pól o wymiarach 5 minut długości geograficznej x 2,5 minuty szerokości geograficznej, co odpowiada około 3 × 4 mile (na terenie USA). Pola te oznaczone są dużymi literami od AA do XX. W praktyce, wbrew zaleceniom IARU, powszechne jest użycie tutaj małych liter, zaczerpnięte z wcześniejszego systemu QRA locator.
Przykładowy lokator składa się z:
- dwóch dużych liter – JO
- dwóch cyfr             – 72
- dwóch liter             – AX (albo: ax)

co zapisuje się jako JO72AX (albo: JO72ax).
Oznaczenie to pozwala określić położenie stacji na kuli ziemskiej z dokładnością do 2–3 kilometrów i wykorzystywane jest do określania odległości między radiostacjami oraz kąta azymutu w celu dokładnego ustawienia anteny kierunkowej.

Skład QTH lokatora

Na jeszcze bardziej precyzyjne odwzorowanie lokalizacji, dwie dodatkowe cyfry były proponowane i ratyfikowane w rozszerzonym lokalizatorze, co w sumie dałoby osiem znaków, dzieląc kwadrat na mniejsze. Taka precyzja ma zastosowania w bardzo krótkich przęsłach komunikacyjnych. Poza tym, nie istnieje wspólna definicja, aby rozszerzać system dalej do mniejszych kwadratów. Najczęściej rozszerzenie lokatora odbywa się poprzez powtarzanie zmiennego subsquare i rozszerzonego kwadratu (numery bazowe 24 i 10).
Podsumowując:
- Pierwsza para (pole) koduje się z podstawy 18, a litery „A” do „R”.
- Druga para (kwadrat) koduje z bazy 10 i cyfry „0” do „9”.
- Trzecia para (subsquare) koduje z bazy 24 i litery „A” do „X”.
- Czwarta para (rozszerzony kwadrat) koduje z bazy 10 i cyfry „0” do „9”.
- Piąty i kolejne pary nie są formalnie zdefiniowane, ale przy recyrkulacji algorytmu trzeciej i czwartej pary jest możliwe określenie: JN99XX99XX99

Na krótkofalarskich częstotliwościach VHF i UHF, pozycje są wskazywane według lokatorów do trzeciej pary (KO02MF). Bardziej precyzyjne raporty pozycji są bardzo rzadko stosowane.

## QRA locator
Pierwowzorem systemu był opracowany przez niemieckiego krótkofalowca DL3NQ system QRA locator; rozwinięty w roku 1959 dla VHF Working Group I Regionu IARU jako "standard lokalizacji". Oryginalnie QRA locator składał się z dwóch liter i dwóch cyfr (np. EM17). W roku 1963, w celu zwiększenia dokładności, po podzieleniu małego kwadratu na kolejne 9 mniejszych, dodano kolejną literę (np. EN43d).